# Clodovil Hernandes
Clodovil Hernandes (Elisiário, 17 giugno 1937 – Brasilia, 17 marzo 2009) è stato uno stilista, conduttore televisivo e politico brasiliano, creatore del marchio Clodovil. Fu il primo omosessuale dichiarato a venire eletto nel Parlamento Brasiliano.

## Biografia

### Origini e formazione
Nato nel 1937 a Elisiário, nello Stato di San Paolo, in Brasile, fu adottato in tenera età da una coppia di immigrati spagnoli (Domingo Hernández e Isabel Sanchez) e ricevette un'educazione scolare in un collegio cattolico.
Terminati gli studi collegiali, sentì fin da giovane la passione per il design di abiti e diventò uno degli stilisti più conosciuti in Brasile. 
Oltre a questo, fu costumista teatrale e discreto cantante e attore (quasi sempre nel ruolo di sé stesso).

### Politica
Noto per il suo carattere polemico, nel 2006 si candidò per il Partido Trabalhista Cristão (PTC) alle elezioni federali. Divenne il primo omosessuale ad essere eletto in Brasile nel parlamento federale
. Nel 2007 si iscrisse al gruppo del Partido da República (PR).

### Morte
Il 16 marzo 2009 fu colpito da un ictus cerebrovascolare mentre si trovava alla Camera. Il giorno seguente, 17 marzo i medici ne dichiararono la morte cerebrale, e qualche ora dopo il decesso.
Clodovil fu sepolto accanto alla madre, nel Cimitero di Morumbi, a San Paolo. Non fu possibile donare i suoi organi, come egli avrebbe voluto, per la mancanza di parenti prossimi, e per il ritardo nel contattare i medici dello staff e gli amici fidati che avrebbero potuto dare il consenso al prelievo.

## Controversie
In un'intervista del 2006, Hernandes negò l'Olocausto, accusando inoltre gli ebrei di manipolazione.

## Televisione
- TV Mulher Rede Globo 1980 a fianco della sessuologa Marta Suplicy
- Clô para os Íntimos Rede Manchete 1987-1988
- Noite de Gala CNT, 1993-1995
- Clô Soft Rede Bandeirantes, 1996-1997
- A Casa é Sua Rede TV!, 2004-2005
- Clodovil Por Excelência Rede JB, 2008

## Galleria d'immagini

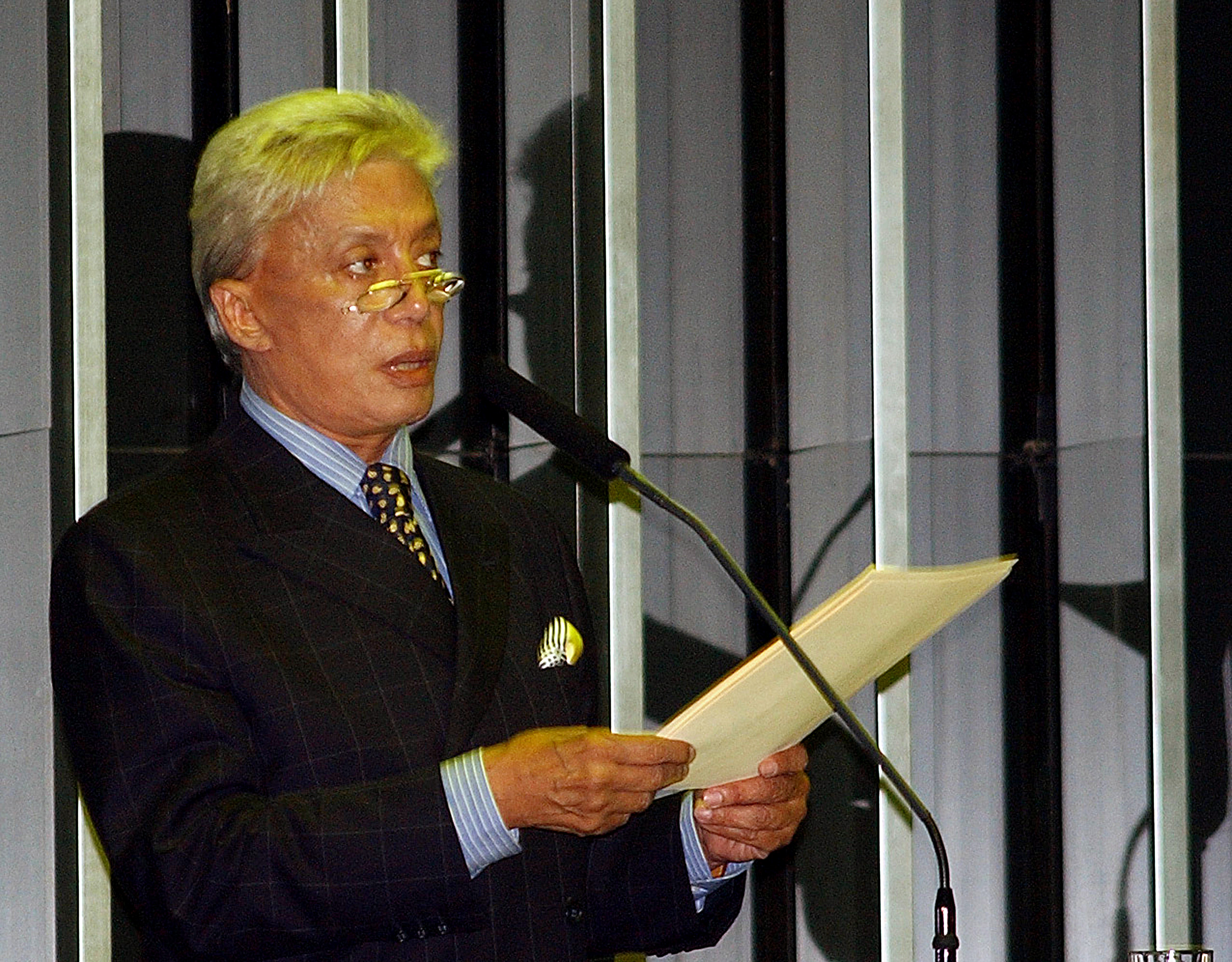
Clodovil Hernandes alla Camera, 2007
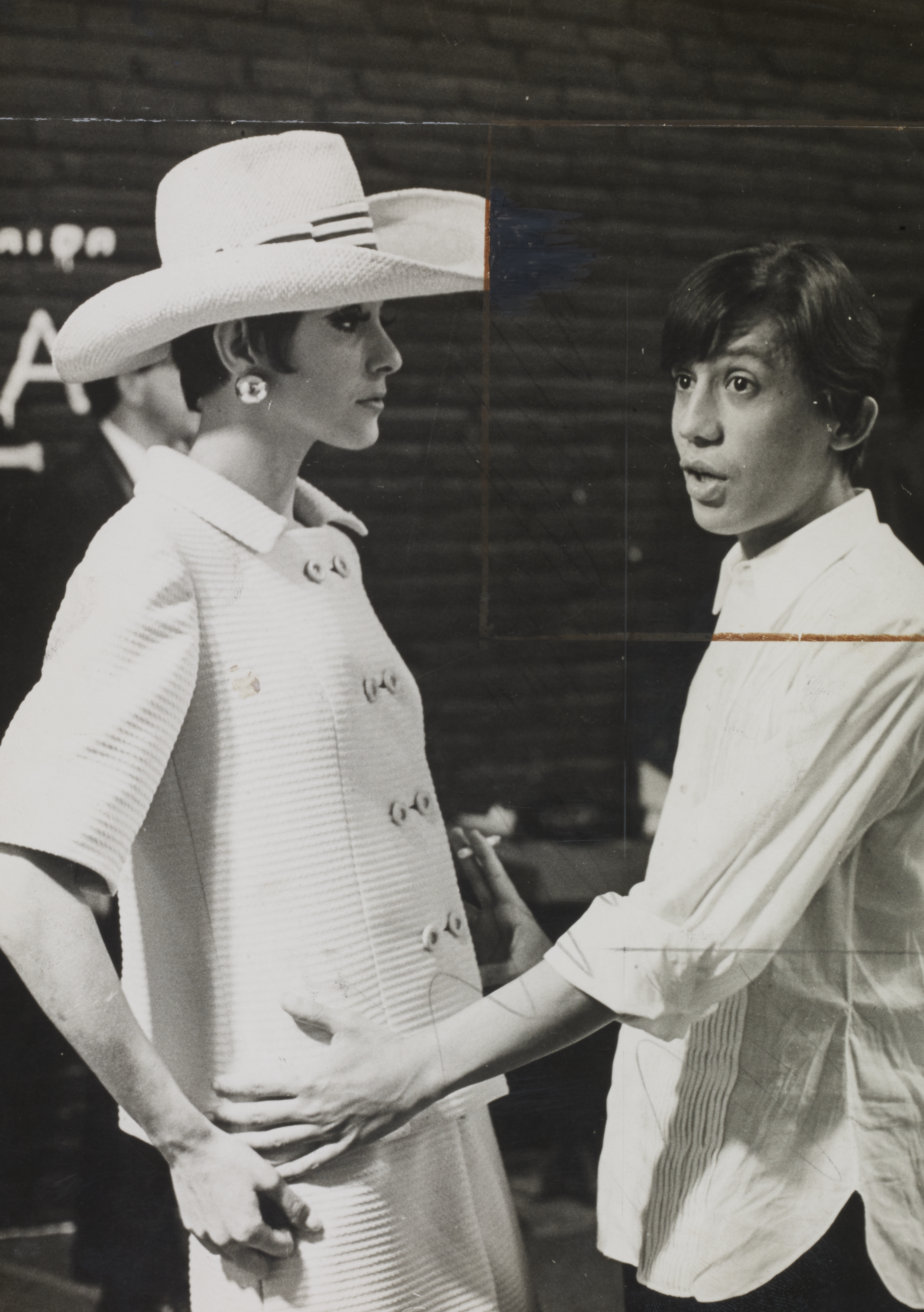
Clodovil Hernandes, 1971.